# ژان شاپو
ژان شاپو (فرانسوی: Jean Chapot‎؛ ۱۵ نوامبر ۱۹۳۰ – ۱۰ آوریل ۱۹۹۸) یک هنرپیشه، کارگردان، فیلم‌نامه‌نویس، و تهیه‌کننده اهل فرانسه بود.
وی کارگردان فیلم‌هایی همچون انبارهای سوخته بوده است.